# Autoserica maritima
Autoserica maritima är en skalbaggsart som beskrevs av Moser 1916. Autoserica maritima ingår i släktet Autoserica och familjen Melolonthidae. Inga underarter finns listade.